# 茲武爾河
茲武爾河（烏克蘭語：Звур），是烏克蘭的河流，位於該國西部，屬於圖里亞河的右支流，發源自波良西卡古塔東北面，流經外喀爾巴阡州，河道全長14公里，流域面積33.2平方公里。